# Jo Pavey
Joanne Marie Pavey, nata Davis, detta Jo (Honiton, 20 settembre 1973), è una mezzofondista britannica.

## Biografia
È allenata dal marito Gavin Pavey, dal quale ha avuto due figli: Jacob Mattew nel 2009 ed Emily nel 2013.

## Palmarès
| Anno | Manifestazione          | Sede                   | Evento        | Risultato  | Prestazione | Note                                     |
| ---- | ----------------------- | ---------------------- | ------------- | ---------- | ----------- | ---------------------------------------- |
| 1997 | Mondiali                | Atene                  | 1500 m piani  | Semifinale | 4'11"22     |                                          |
| 2000 | Giochi olimpici         | Sydney                 | 5000 m piani  | 12ª        | 14'58"27    |                                          |
| 2001 | Mondiali                | Edmonton               | 5000 m piani  | 11ª        | 15'28"41    |                                          |
| 2002 | Giochi del Commonwealth | Manchester             | 5000 m piani  | 5ª         | 15'19"91    |                                          |
| 2003 | Mondiali di cross       | Losanna                | 4 km          | 40ª        | 13'44"      |                                          |
| 2003 | Mondiali                | Saint-Denis            | 1500 m piani  | 10ª        | 4'03"03     |                                          |
| 2004 | Europei di cross        | Heringsdorf            | 5,6 km        | Bronzo     | 22'26"      |                                          |
| 2004 | Mondiali indoor         | Budapest               | 3000 m piani  | 5ª         | 9'13"09     |                                          |
| 2004 | Giochi olimpici         | Atene                  | 5000 m piani  | 5ª         | 14'57'87"   |                                          |
| 2004 | Giochi olimpici         | Atene                  | 1500 m piani  | Batterie   | 4'12"50     |                                          |
| 2005 | Mondiali                | Helsinki               | 5000 m piani  | 15ª        | 15'14"37    |                                          |
| 2006 | Europei di cross        | San Giorgio su Legnano | 8 km          | 8ª         | 25'38"      |                                          |
| 2006 | Giochi del Commonwealth | Melbourne              | 5000 m piani  | Argento    | 14'59"08    |                                          |
| 2007 | Mondiali                | Osaka                  | 5000 m piani  | 9ª         | 15'04"77    | Miglior prestazione personale stagionale |
| 2007 | Mondiali                | Osaka                  | 10000 m piani | Bronzo     | 32'03"81    |                                          |
| 2008 | Giochi olimpici         | Pechino                | 10000 m piani | 11ª        | 31'12"30    |                                          |
| 2008 | Giochi olimpici         | Pechino                | 5000 m piani  | Batteria   | dns         |                                          |
| 2012 | Europei                 | Helsinki               | 10000 m piani | Argento    | 31'49"03    |                                          |
| 2012 | Giochi olimpici         | Londra                 | 5000 m piani  | 7ª         | 15'12"72    |                                          |
| 2012 | Giochi olimpici         | Londra                 | 10000 m piani | 7ª         | 30'53"20    |                                          |
| 2014 | Giochi del Commonwealth | Glasgow                | 5000 m piani  | Bronzo     | 15'08"96    |                                          |
| 2014 | Europei                 | Zurigo                 | 5000 m piani  | 7ª         | 15'38"41    |                                          |
| 2014 | Europei                 | Zurigo                 | 10000 m piani | Oro        | 32'22"39    |                                          |
| 2016 | Europei                 | Amsterdam              | 10000 m piani | 5ª         | 31'34"64    | Miglior prestazione personale stagionale |
| 2016 | Giochi olimpici         | Rio de Janeiro         | 10000 m piani | 15ª        | 31'33"44    |                                          |

## Altre competizioni internazionali
2002
- 5ª alla IAAF Grand Prix Final ( Parigi), 3000 metri - 8'57"71
- Bronzo alla coppa del mondo di atletica leggera ( Madrid), 5000 metri - 15'20"10

2003
- 4ª alla IAAF World Athletics Final ( Monaco), 1500 metri - 4'01"79
- Bronzo alla IAAF World Athletics Final ( Monaco), 3000 metri - 8'37"89

2004
- 4ª alla IAAF World Athletics Final ( Monaco), 3000 metri - 8'40"22

2006
- 7ª alla IAAF World Athletics Final ( Stoccarda), 3000 metri - 8'41"56

2007
- Argento al British Grand Prix ( Sheffield), 3000 m piani - 8'47"39
- Oro alla Great Manchester Run ( Manchester) - 31'41"

2008
- Oro alla Great Manchester Run ( Manchester) - 31'58"